# La història de Cassius Clay
La història de Cassius Clay (títol original: The Greatest) és una pel·lícula dels Estats Units dirigida per Tom Gries i Monte Hellman estrenada el 1977.Ha estat doblada al català.

## Argument
La història segueix la carrera de Mohamed Ali, des de la seva victòria als Jocs olímpics de Roma a la seva reconquesta del títol de campió davant de George Foreman, passant per la seva conversió a l'islam i el seu rebuig d'incorporació a l'exèrcit.

## Repartiment
- Muhammad Ali: Ell mateix
- Ernest Borgnine: Angelo Dundee
- John Marley: Dr. Ferdie Pacheco
- Lloyd Haynes: Herbert Muhammad
- Annazette Chase: Belinda Ali
- Mira Waters: Ruby Sanderson
- Paul Winfield: l'advocat d'Ali
- Chip McAllister: Cassius Clay jeune
- Drew Bundini Brown: Ell mateix
- Robert Duvall: Bill McDonald
- David Huddleston: Cruikshank
- Ben Johnson: Hollis
- James Earl Jones: Malcolm X
- Roger E. Mosley: Sonny Liston

## Al voltant de la pel·lícula
- Muhammad Ali i Drew Bundini Brown són els únics que interpreten els seus papers respectius.
- Pels combats successius d'Ali, la producció s'ha contentat en inserir vídeos d'arxiu. L'equip fins i tot ha rodat alguns passatges amb la finalitat d'afinar una mica les seqüències.
- Com indiquen els crèdits del final, la pel·lícula és dedicada a Tom Gries, mort poc abans del final del rodatge.

## Banda original
1. The Greatest love of all - George Benson (5:30)
2. I always knew I had it in me - George Benson (7:10)
3. Ali's Theme (5:15)
4. Ali Bombaye (Zaire chant) Part I - Mandrill (3:40)
5. Ali Bombaye (Zaire chant) Part II - Mandrill (3:00)
6. The Greatest love or all - instrumental (3:11)
7. Variations on theme (2:31)
8. I always knew i had it in me - George Benson (5:17)